# Euphorbia bourgeana

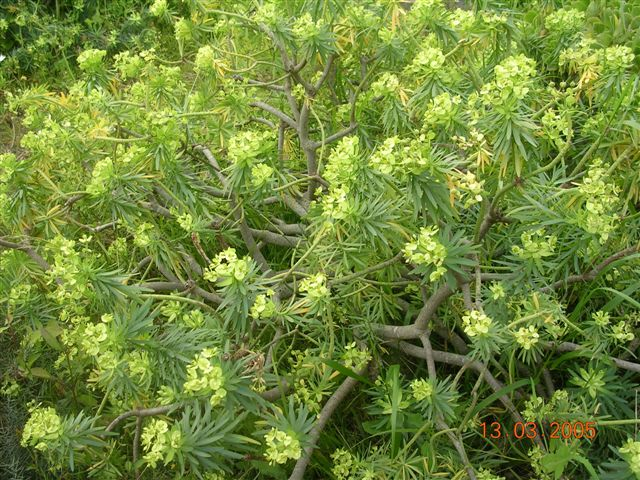
Ramificacions de l'arbust.

Euphorbia bourgeana és una espècie fanerògama inclosa al gènere Euphorbia de la família de les Euforbiàcies. És un arbust que pot arribar als 2 m d'alçada que es troba a barrancs, vessants i terrasses a ple Sol a les Illes Canàries de Tenerife i La Gomera.

## Descripció
És un arbust perenne que pot sobrepassar els 2 m d'alçada les tiges del qual finalitzen en una roseta terminal de fulles carnoses. Les seves inflorescències són pedunculades i tenen diverses flors groc verdoses. Es diferencia d'espècies similars perquè les bràctees, grans, d'1 a 2 cm de longitud, es troben fusionades dues terceres parts de la seva longitud. Les glàndules florals són dentades. Floreix d'hivern a primavera (desembre fins a maig). De la mateixa manera que altres Euphorbia, l'Euphorbia bourgeana posseeix un làtex (suc lletós) molt irritant.

## Distribució i hàbitat
És un endemisme de Tenerife i La Gomera a les Illes Canàries. Apareix a barrancs, vessants i terrasses amb abundant insolació i certa humitat, a les zones baixes i mitjanes (300-1200 m) del sud i de l'oest de la Gomera. També pot ser trobada a la vora dels boscos de Laurisilva, essent una de les poques Euphorbia canàries adaptades a ambients humits. És una espècie bastant escassa, i s'inclou al Catàleg d'Espècies Amenaçades de Canàries, com a sensible a l'alteració del seu hàbitat, a l'illa de la Gomera.

## Usos
S'utilitza com a planta ornamental de jardí pel seu vistós port i floració. Aquesta planta requereix poques cures, però necessita calor i bon drenatge.

## Taxonomia
Euphorbia bourgeana va ser descrita per J.Gay ex Boiss. i publicada a Prodromus Systematis Naturalis Regni Vegetabilis 15(2): 108. 1866.

### Etimologia
- Euphorbia: nom genèric que deriva del metge grec del rei Juba II de Mauritània (52 a 50 aC - 23), Euphorbus, en el seu honor – o fent al·lusió al seu gran ventre – ja que usava mèdicament Euphorbia resinifera. El 1753 Linné va assignar el nom a tot el gènere.[3]
- bourgeana: epítet atorgat en honor del botànic Eugène Bourgeau.

### Sinonímia
- Euphorbia lambiorum Svent.[4]